# ファースト・ワイフ・クラブ
『ファースト・ワイフ・クラブ』 (The First Wives Club) は、1996年に製作されたダイアン・キートン、ゴールディ・ホーン、ベット・ミドラー共演のコメディ映画である。

## 概要
オリヴィア・ゴールドスミスの原作に基づき、夫に裏切られた3人の女たちが結束を固めて夫に復讐するというコメディ映画である本作。それぞれの人妻をダイアン・キートン、ゴールディ・ホーン、そして歌手でもあるベット・ミドラーがそれぞれ演じている。共演も個性的な顔ぶれでイギリス出身のベテラン女優マギー・スミスをはじめ、『セックス・アンド・ザ・シティ』でブレイクする前のサラ・ジェシカ・パーカー、『ショーガール』のエリザベス・バークレー、アカデミー賞受賞女優のマーシャ・ゲイ・ハーデンらが脇を固める。監督には『ポリスアカデミー』のヒュー・ウィルソン。音楽はマーク・シャイマンが手掛けており、アカデミー作曲賞にノミネートされた。

## あらすじ
1969年、アニー、ブレンダ、エリーズ、シンシアの 4人がミドルベリー大学を卒業する。シャンパンでお祝いの乾杯し、シンシアの提案で、彼女たちはいつもお互いに助け合うことを約束し、集合写真を撮る。
現在、彼女ら4人はお互いに音信不通になってしまっている。シンシアはタブロイド紙を読んで、元夫がずっと若くて魅力的な女性と再婚したことを知る。彼女はアニー、ブレンダ、エリーゼに手紙を送り、その後自殺する。シンシアの死に打ちのめされた3人は彼女の葬儀で再会し、その後の昼食時にお互いの結婚生活の問題について話し合う。アニーは広告会社重役の夫アーロンと別居しており、自尊心を取り戻すためのセラピーを受けている。エリーズはアルコール依存症のオスカー女優で、映画プロデューサーの夫ビルとの離婚手続き中で、余り思わしくないキャリアを維持するために整形手術に頼っている。ブレンダは家電量販店チェーンを経営する夫モーティと離婚した後、経済的に苦労している。
葬儀の後、アーロンはアニーにアニーのセラピストと結婚するために離婚を要求し、アニーを驚かせる。エリーゼは映画監督に会い、次の映画で主人公の母親を演じることを想定していると告げられる。買い物中、ブレンダはモーティとその若く美しいガールフレンド、シェリーに遭遇し、シェリーはブレンダを体重について馬鹿にする。
シンシアが亡くなる前に3人に送った、3人との友情が途切れたことによる孤独を綴った手紙を受け取ると、3人は再び集まる。 彼女らは夫に仕返しをするために「ファースト・ワイフ・クラブ」（注：各男性の離婚した最初の妻のクラブの意）を結成する。
ブレンダとアニーは、マフィアと関係のあるブレンダの叔父から、モーティの一号店が盗品を販売していたこと、そして彼の著書の内容は嘘であることを知る。アニーの娘は、アニーのために父親をスパイするために父親の広告代理店で仕事を得ていて、アーロンの共同経営者たちが代理店の株式の自分たちの持ち分を売却したいと考えていることを明らかにする。アニーはエリーズと協力して、結婚生活中にビルが得た価値のある資産を全てエリーゼが総額1ドルでアニーに売り、アニーがそれを競売にかけ、その収益でアーロンの共同経営者たちが売ろうとしている株式を買い取るという計画を立てる。ビルに関する脅迫材料が見つからなかったエリーズは、酒を飲みながらブレンダとアニーと激しく喧嘩する。アニーは「ファースト・ワイフ・クラブ」を脱退することを検討するが、ブレンダとエリーゼは彼女に残るよう説得し、エリーゼは酒を断つことを約束する。
エリーズはビルの若くて魅力的なガールフレンド、フィービーと会う。フィービーはエリーズがその母親役になろうとしている映画の主人公を演じる予定だ。彼女はフィービーが未成年であることを知り、虐待された女性を支援するための非営利団体にフィービー、ブレンダ、アニーが資金を提供するのを援助しなければフィービーが未成年であることを公表するとビルを脅す。 ブレンダも同様にモーティの脱税を暴露すると脅し、アニーは自分の数百万ドルの口座を持ち込んでアーロンが広告代理店を辞めるのを阻止する。ビル、アーロン、モーティは全員、女性たちの要求を受け入れる。
アニー、ブレンダ、エリーゼは夫のお金を使って「女性のためのシンシア・スワン・グリフィン危機センター」を設立する。盛大な設立披露パーティの場で、ブレンダと、シェリーの要求の多さにうんざりしているモーティは、和解に向かっている感じとなる。その後、シェリーとビルとが仲良くなる。エリーズはブロードウェイで成功した演劇に主演し、共演者の1人と付き合っている。自信を持つようになったアニーはアーロンからのやり直そうという提案を断る。3人は「女性のためのシンシア・スワン・グリフィン危機センター」の戸締りをして、「You Don't Own Me」を歌いつつ、踊りながら道を歩いていく。

## キャスト
※括弧内は日本語吹替
- アニー・パラディス - ダイアン・キートン（高島雅羅）
- エリース・エリオット - ゴールディ・ホーン（小山茉美）
- ブレンダ・カッシュマン - ベット・ミドラー（火野カチ子）
- ガニラ・ゴールドバーグ - マギー・スミス（藤波京子）
- モートン・カッシュマン - ダン・ヘダヤ（山野史人）
- カーマイン・モレリ - フィリップ・ボスコ
- シェリー・ステュワート - サラ・ジェシカ・パーカー（勝生真沙子）
- シンシア・グリフィン - ストッカード・チャニング（小野美幸）
- ビル・アチソン - ヴィクター・ガーバー（田原アルノ）
- アーロン・パラディス - スティーヴン・コリンズ（田中正彦）
- フィービー・ラヴェル - エリザベス・バークレー（篠原恵美）
- レスリー・ローゼン - マーシャ・ゲイ・ハーデン（沢海陽子）
- デュアート・フェリス - ブロンソン・ピンチョット（家中宏）
- 若手監督 - ティモシー・オリファント（高瀬右光）
- モリス・パックマン医師 - ロブ・ライナー（宝亀克寿）
- 連邦保安官 - J・K・シモンズ（宝亀克寿）
- イヴァナ・トランプ
- ギルの新妻 - ヘザー・ロックリア（クレジットなし）

## スタッフ
- 監督：ヒュー・ウィルソン
- 製作：スコット・ルーディン
- 原作：オリヴィア・ゴールドスミス
- 脚本：ロバート・ハーリング、ほか
- 音楽：マーク・シャイマン
- 撮影：ドナルド・E・ソーリン
- 編集：ジョン・ブルーム
- 衣装：セオニ・V・アルドリッジ